# Soganaclia tsaratananae
Soganaclia tsaratananae là một loài bướm đêm thuộc phân họ Arctiinae, họ Erebidae.